# استحمام

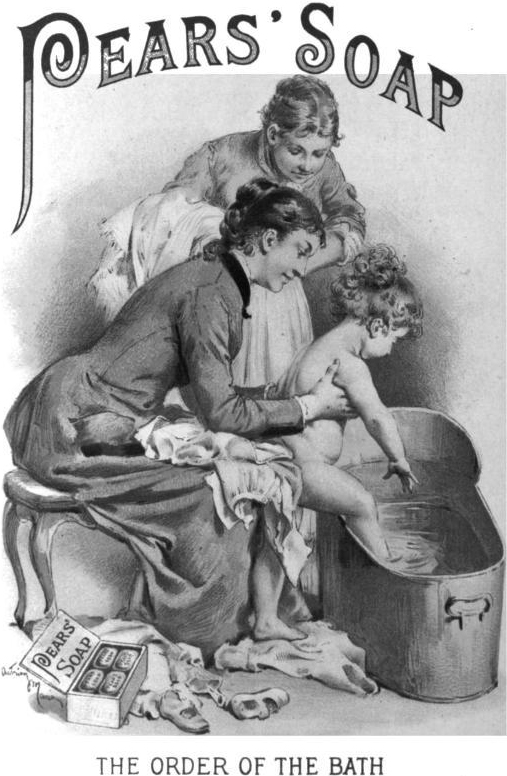
ملصق دعائي لصابون استحمام.

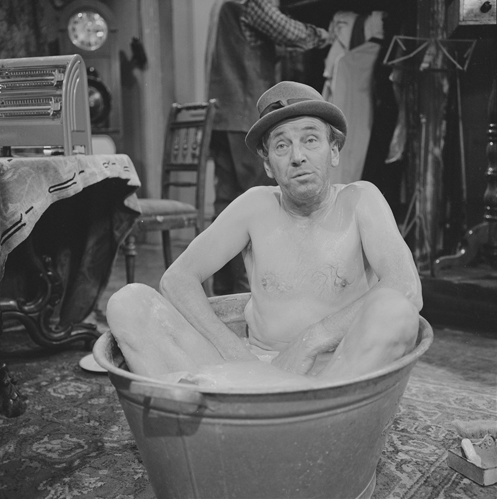
الاستحمام قديماً في هولندا

الاستحمام هو غسل البدن بالكامل بسائل، يكون غالباً هو الماء، وذلك بهدف الحفاظ على النظافة الشخصية بشكل أساسي، وذلك باستخدام رشاشات الماء أو بالانغمار في حوض استحمام أو بسكب الماء على الجسم بوسائل مختلفة. يستخدم وسائل مساعدة بالإضافة إلى الماء بهدف التنظيف مثل الصابون والشامبو.
بالإضافة إلى النظافة العامة يمكن أن يكون الهدف من الاستحمام لطقوس دينية، كما في الغسل في الإسلام أو المعمودية عند المسيحية؛ كما يمكن أن يكون الاستحمام بغرض الاستشفاء.

## اقرأ أيضاً
- نظافة
- حمام عام
- حوض استحمام